# Enanthyperythra
Enanthyperythra là một chi bướm đêm thuộc họ Geometridae.

## Các loài
- Enanthyperythra legataria (Herrich-Schäffer, [1852])